# Mohd Ivan Yusoff
Mohd Ivan Yusoff (Kuala Lumpur, Malasia, 13 de mayo de 1982) es un exfutbolista de Malasia que jugaba en la posición de centrocampista.

## Carrera

### Club
| Periodo   | Club            | Apariciones | Goles |
| --------- | --------------- | ----------- | ----- |
| 2003–2004 | Kuala Lumpur FA | 30          | 3     |
| 2005–2006 | Perlis FA       | 21          | 2     |
| 2006–2008 | Kuala Lumpur FA | 40          | 5     |
| 2009–2010 | Sabah FA        | 7           | 0     |
| 2011      | Shahzan Muda FC | 0           | 0     |

### Selección nacional
Jugó para Malasia en 10 ocasiones de 2004 a 2007 y anotó un gol; participó en la Copa Asiática 2007.

## Logros
- Superliga de Malasia (1): 2005
- Copa de Malasia (1): 2005-06